# Колискова пісня
Колиско́ва, також колиса́нка — жанр народної родинної лірики, специфічний зміст і форма якої функціонально зумовлені присиплянням дитини в колисці. Визначальний у колисковій пісні не змістовий, а звуковий (ритмо-мелодійний) компонент.

## Функції
Функції колискових пісень (за Наталією Сивачук):
- практично-побутова,
- пізнавальна,
- емоційна,
- морально-етична,
- психотерапевтична,
- формування естетичного чуття.

## Колискові пісні та замовляння
Замовляння та колискові пісні мають такі спільні риси:
- колискові пісні і замовляння виникли в період, коли відбувся остаточний перехід від мисливства до землеробства, коли матріархат прийшов на зміну патріархату, коли жінка вшановувалася як символ родючості;

- колискова пісня має таку ж магічну функцію, що й замовляння, — привернути певну якість чи дію, свідченням чого є словесні формули побажання дитині;

- і в замовляннях, і в колискових піснях персонажами виступають магічні істоти (Сон-Дрімота, «спання»), тотемні тварини (гуси, кіт, чайка, зозуля);

- як і в замовляннях, так і в колискових піснях мова звернена до всього білого Світу: пташок, котика, калини, берези, вітру;

- в обох жанрах оповідь розгортається за аналогією, бажане повинно стати дійсністю, слово — ділом;

- інтонаційно-ритмічна будова колискових пісень подібна до інтонаційно-ритмічної будови замовлянь.

## Відомі українські колискові

### Народні
- Ой ходить сон коло вікон — текст був надрукований ще у 1837 в альманасі «Русалка Дністровая»[1].
- Із-за річки, з-за Десни
- Котику сіренький
- Спи, маленький козачок

### Авторські
- Рученьки, ніженьки, лагідні очі — автор слів Микола Сом
- Казкові диво-мандри [Архівовано 10 квітня 2012 у Wayback Machine.] — автор слів Наталія Гуркіна

## Цитати відомих письменників
«Найдорожча пісня, з якою мати колисала».
З народного джерела.
«Якби не мамина пісня, яким убогим було б наше життя».
В. Скуратівський.
«Нічого кращого немає, як тая мати молодая з своїм дитяточком малим».
Т. Шевченко.